# سوویکوو
سوویکوو (به لاتین: Svojkov) یک منطقهٔ مسکونی در جمهوری چک است که در ناحیه تشسکا لیپا واقع شده‌است.